# مزرقة (حجة)
مزرقه هي إحدى قرى الجمهورية اليمنية. تتبع جغرافيا لمحافظة حجة وإداريًا لمديرية قارة. يبلغ تعداد سكانها 2881 نسمة حسب الإحصاء الذي جرى عام 2004.